# Курский сельсовет (Ставропольский край)
Курский сельсовет — упразднённое сельское поселение в Курском районе Ставропольского края Российской Федерации.
Административный центр — станица Курская.

## География
Сельское поселение находится на западе Курского района, по обоим берегам реки Кура. И граничит с землями Прохладненского района Кабардино-Балкарии. Является крупнейшим сельсоветом в районе по площади и численности населения.

## История
Статус и границы сельского поселения установлены Законом Ставропольского края от 4 октября 2004 год № 88-КЗ «О наделении муниципальных образований Ставропольского края статусом городского, сельского поселения, городского округа, муниципального района».
С 16 марта 2020 года, в соответствии с Законом Ставропольского края от 31 января 2020 г. № 9-кз, все муниципальные образования Курского муниципального района были преобразованы путём их объединения в единое муниципальное образование Курский муниципальный округ.

## Население
| 1989    | 2002    | 2010    | 2011    | 2012    | 2013    | 2014    |
| ------- | ------- | ------- | ------- | ------- | ------- | ------- |
| 11 313  | ↗13 133 | ↗13 403 | ↗13 414 | ↗13 442 | ↘13 343 | ↘13 206 |
| 2015    | 2016    | 2017    | 2018    | 2019    | 2020    |         |
| ↘13 160 | ↘13 121 | ↗13 188 | ↘13 122 | ↘13 022 | ↘12 870 |         |

### Национальный состав
По итогам переписи населения 2010 года проживали следующие национальности (национальности менее 1 %, см. в сноске к строке «Другие»):
| Национальность | Численность | Процент |
| -------------- | ----------- | ------- |
| Русские        | 9057        | 67,57   |
| Армяне         | 1784        | 13,31   |
| Грузины        | 589         | 4,39    |
| Турки          | 486         | 3,63    |
| Осетины        | 305         | 2,28    |
| Цыгане         | 158         | 1,18    |
| Другие         | 1024        | 7,64    |
| Итого          | 13 403      | 100,00  |

## Состав сельского поселения
| № | Населённый пункт | Тип населённого пункта          | Население |
| - | ---------------- | ------------------------------- | --------- |
| 1 | Добровольное     | село                            | ↘117      |
| 2 | Курская          | станица, административный центр | ↘11 692   |
| 3 | Новая Деревня    | хутор                           | ↘543      |
| 4 | Новотаврический  | хутор                           | ↘85       |
| 5 | Ровный           | посёлок                         | ↗334      |